# Finale Coppa Italia 1992
De finale van de Coppa Italia van het seizoen 1991–92 werd gehouden op donderdag 7 en donderdag 14 mei 1992. Juventus nam het op tegen Parma. De heenwedstrijd in het Stadio delle Alpi in Turijn werd met het kleinste verschil gewonnen door Juventus na een strafschopdoelpunt van Roberto Baggio. De terugwedstrijd in het Stadio Ennio Tardini in Parma volgde een week later. Parma won het duel met 2–0 na goals van Alessandro Melli en Marco Osio. De Belgische verdediger Georges Grün stond in zowel de heen- als terugwedstrijd in de basis.
Door de bekerzege mocht Parma in het seizoen 1992–93 deelnemen aan de Europacup II. Het bereikte daarin de finale, waarin Antwerp FC werd verslagen.

## Finale

### Heenwedstrijd
|            |                   |       |       |                                                                      |
| 7 mei 1992 | Juventus          | 1 – 0 | Parma | Stadio delle Alpi, Turijn Scheidsrechter: Concetto Lo Bello (Italië) |
| 7 mei 1992 | Baggio 23' (pen.) |       |       | Stadio delle Alpi, Turijn Scheidsrechter: Concetto Lo Bello (Italië) |

| Juventus | Parma |

| Juventus:           |    |                     |     |
|                     |    |                     |     |
| GK                  | 1  | Angelo Peruzzi      |     |
| RWB                 | 8  | Stefan Reuter       |     |
| CB                  | 2  | Gianluca Luppi      |     |
| CB                  | 5  | Júlio César         |     |
| CB                  | 4  | Massimo Carrera     |     |
| LWB                 | 3  | Antonio Conte       | 58' |
| CM                  | 6  | Giancarlo Marocchi  |     |
| CM                  | 7  | Roberto Galia       |     |
| AM                  | 10 | Roberto Baggio      |     |
| CF                  | 9  | Salvatore Schillaci | 64' |
| CF                  | 11 | Paolo Di Canio      |     |
| Wisselspelers:      |    |                     |     |
| DF                  |    | Luigi De Agostini   | 58' |
| MF                  |    | Eugenio Corini      | 64' |
| Coach:              |    |                     |     |
| Giovanni Trapattoni |    |                     |     |

| Parma:         |    |                   |     |
|                |    |                   |     |
| GK             | 1  | Marco Ballotta    |     |
| RWB            | 2  | Antonio Benarrivo |     |
| CB             | 6  | Georges Grün      |     |
| CB             | 4  | Lorenzo Minotti   |     |
| CB             | 5  | Luigi Apolloni    |     |
| LB             | 3  | Alberto Di Chiara |     |
| CM             | 8  | Daniele Zoratto   | 68' |
| CM             | 9  | Marco Osio        |     |
| CM             | 10 | Stefano Cuoghi    |     |
| CF             | 7  | Alessandro Melli  | 84' |
| CF             | 11 | Tomas Brolin      |     |
| Wisselspelers: |    |                   |     |
| MF             |    | Tarcisio Catanese | 68' |
| FW             |    | Massimo Agostini  | 84' |
| Coach:         |    |                   |     |
| Nevio Scala    |    |                   |     |

### Terugwedstrijd
|             |                    |       |          |                                                                   |
| 14 mei 1992 | Parma              | 2 – 0 | Juventus | Stadio Ennio Tardini, Parma Scheidsrechter: Fabio Baldas (Italië) |
| 14 mei 1992 | Melli 45' Osio 61' |       |          | Stadio Ennio Tardini, Parma Scheidsrechter: Fabio Baldas (Italië) |

| Parma | Juventus |

| Parma:         |    |                   |     |
|                |    |                   |     |
| GK             | 1  | Marco Ballotta    |     |
| RWB            | 2  | Antonio Benarrivo |     |
| CB             | 6  | Georges Grün      |     |
| CB             | 4  | Lorenzo Minotti   |     |
| CB             | 5  | Luigi Apolloni    |     |
| LB             | 3  | Alberto Di Chiara |     |
| CM             | 8  | Daniele Zoratto   | 85' |
| CM             | 9  | Marco Osio        |     |
| CM             | 10 | Stefano Cuoghi    |     |
| CF             | 7  | Alessandro Melli  | 85' |
| CF             | 11 | Tomas Brolin      |     |
| Wisselspelers: |    |                   |     |
| MF             |    | Ivo Pulga         | 85' |
| FW             |    | Massimo Agostini  | 85' |
| Coach:         |    |                   |     |
| Nevio Scala    |    |                   |     |

| Juventus:           |    |                     |     |
|                     |    |                     |     |
| GK                  | 1  | Angelo Peruzzi      |     |
| RWB                 | 8  | Stefan Reuter       |     |
| CB                  | 2  | Gianluca Luppi      |     |
| CB                  | 5  | Massimo Carrera     | 66' |
| CB                  | 4  | Jürgen Kohler       |     |
| LWB                 | 3  | Luigi De Agostini   | 73' |
| CM                  | 6  | Giancarlo Marocchi  |     |
| CM                  | 7  | Roberto Galia       |     |
| AM                  | 10 | Roberto Baggio      |     |
| CF                  | 9  | Salvatore Schillaci |     |
| CF                  | 11 | Pierluigi Casiraghi |     |
| Wisselspelers:      |    |                     |     |
| FW                  |    | Paolo Di Canio      | 66' |
| MF                  |    | Antonio Conte       | 73' |
| Coach:              |    |                     |     |
| Giovanni Trapattoni |    |                     |     |

1922 ·
1923–1935 ·
1936 ·
1937 ·
1938 ·
1939 ·
1939 ·
1939 ·
1939 ·
1939 ·
1944–1957 ·
1958 ·
1959 ·
1960 ·
1961 ·
1962 ·
1963 ·
1964 ·
1965 ·
1966 ·
1967 ·
1968 ·
1969 ·
1970 ·
1971 ·
1972 ·
1973 ·
1974 ·
1975 ·
1976 ·
1977 ·
1978 ·
1979 ·
1980 ·
1981 ·
1982 ·
1983 ·
1984 ·
1985 ·
1986 ·
1987 ·
1988 ·
1989 ·
1990 ·
1991 ·
1992 ·
1993 ·
1994 ·
1995 ·
1996 ·
1997 ·
1998 ·
1999 ·
2000 ·
2001 ·
2002 ·
2003 ·
2004 ·
2005 ·
2006 ·
2007 ·
2008 ·
2009 ·
2010 ·
2011 ·
2012 ·
2013 ·
2014 ·
2015 ·
2016 ·
2017 ·
2018 ·
2019 ·
2020 .
2021 .
2022 .
2023 .
2024 .